# AN/FPS-35
O AN/FPS-35 foi um grande radar de longo alcance utilizado até meados dos anos 60. É considerado um dos maiores radares de defesa aérea já produzidos na história. Sua estrutura e antena foram feitas sobre um dos maiores sistema de mancais do mundo. Ele pertence a Força Aérea Americana, embora estejam desativados.

## Visão geral
A Sperry Corporation construiu no total 12 radares de longo alcance (capaz de captar objetos há mais de 321 km de distância) nos anos 60 para dar continuidade no Sistema semiautomático de ambientação terrestre (SSAT) assim provendo uma melhoria no Sistema Eletrônico de Contramedidas (SEC). Os sistemas operavam numa faixa de 420 a 450 MHz e as suas antenas pesavam cerca de 70 à 80 toneladas curtas (cerca de 64 à 73 toneladas) tendo inúmeros problemas. As bases de concreto da torre mediam 25.76 m de altura e 18.36 m de comprimento.
O protótipo foi desenvolvido na Estação de Controle e Alerta de Aeronaves em Thomasville, no Alabama.
As torres dos radares redomados de 26 m de altura que suportavam as 12 antenas do FPS-35 são consideradas marcos de Camp Hero. Todos aquelas torres de radares compartilhavam o mesmo design básico, apresentando 10 torres feitas de concreto armado e 2 feitas sobre uma estrutura de grades de aço, apelidadas respectivamente de Baker e Finley, onde apenas a torre Baker foi demolida.
As 23 torres de radares usadas pelo AN/FPS-24 tinham o design semelhante as do AN/FPS-35 (eram feitas de concreto armado ou ligas de aço) já que ambas foram desenvolvidas sob a direção do Centro de Desenvolvimento Aéreo de Roma (CDAR). A torre de radar em Thomasville tinha uma placa de identificação do CDAR e ficava perto de uma torre da construída pela Sperry Corporation. Apenas a torre Baker do AN/FPS-35 tinha uma redoma no seu projeto de antena que posteriormente foi anexada à uma outra torre de aço separada, chamada de Estrutura de Suporte de Redoma (ESR) que cercava toda altura da torre do radar de 26 m de altura, contando a antena a estrutura fica com o total de 45 m de altura.

## A torre de Montauk
A torre de radar AN/FPS-35 faz parte do Parque Estadual de Camp Hero em Montauk, Nova Iorque. A estrutura foi listada no Registro Nacional de Lugares Históricos em 2002. O radar foi protagonista da teoria conspiratória envolvendo experimentos de viagem no tempo o Projeto Montauk.
Todos os radares foram desmanchados, exceto o radar localizado em Camp Hero no extremo leste de Long Island, em Nova Iorque. Pescadores do Oceano Atlântico e de Block Island Sound promovorem uma causa em nome de manter o radar visto que na visão deles, o radar tem mais utilidade do que o Faról de Montauk Point.
O AN/FPS-35 em Montauk foi o último radar a ser operado (Janeiro de 1981). O radar é o único que ainda tem uma antena no telhado, equipamentos e cabines. A antena já foi reparada com partes da antena de Sault. Ste. depois que a mesma foi fechada em Outubro de 1979. Por conta dos efeitos da maresia a antena e suas partes metálicas como o mancal foram corroídos e não podem ser movimentados.

## Lista de torres
- AL Thomasville
- CA Boron
- MI Sault Ste. Marie
- MI Selfridge
- NV Fallon
- NY Fallon
- ND Finley (torre de aço, presente)
- ND Fortuna
- PA Benton
- VA Manassas
- WI Antigo
- OR Baker (torre de aço, demolida)